# Abadjin-Doumé
Abadjin-Doumé est un village dans le Sud de la Côte d'Ivoire et administrativement rattaché à la commune de Songon. 